# Plaza Euskadi
La plaza Euskadi es una plaza ubicada en Abandoibarra, en la ciudad española de Bilbao, abierta al público el 18 de marzo de 2011 y diseñada por la arquitecta paisajista Diana Balmori, profesora de la Universidad Yale, responsable a su vez del parque de la Campa de los Ingleses.

## Superficie
El espacio tiene una superficie de 6600 m² y está rodeada por árboles de gran porte (robles en el Norte y tilos en el Sur) y una zona central de paseo de 5 metros de ancho.
Las obras se iniciaron en 2008 y debido a la crisis económica que padecía España en aquellos años, el Ayuntamiento de Bilbao decidió prescindir de algunos elementos del proyecto originales, tales como una fuente y un ambicioso jardín interior.

### Prolongación
El 16 de diciembre de 2019, el arquitecto Norman Foster presentó la maqueta actualizada de su proyecto de ampliación del Museo de Bellas Artes de Bilbao en el que se incluía la prolongación tanto del museo como del parque Casilda Iturrizar adyacentes con la plaza Euskadi, conllevando la eliminación de la rotonda circundante, lo cual no estuvo exento de crítica.
El 12 de marzo de 2020 se indicó que Foster y Balmori pactarían el nuevo diseño de la plaza Euskadi.
El 11 de febrero de 2024 se comunicó que la idea de Foster de remodelar la plaza Euskadi quedaba aparcada. Un año después de iniciadas las obras en el Bellas Artes el Ayuntamiento dudó si va a llevar a cabo la reordenación viaria frente al museo.

## Edificios de interés
Diversos edificios reseñables rodean la plaza Euskadi:
- Museo de Bellas Artes de Bilbao: uno de los principales museos de pintura y escultura de España.
- Edificio Artklass: edificio residencial de nueva planta con un controvertido diseño modernista.
- Edificio Etxargi de César Portela.
- Residencial Parkeder, arquitectos Iskander Atuxa y Jon Urrutikoetxea.
- Bloque de viviendas en la calle Lehendakari Leizaola.
- Hotel Meliá Bilbao.
- Centro Comercial Zubiarte.
- Bloques de viviendas de Carlos Ferrater.
- Torre Iberdrola: se trata de un edificio de oficinas que acoge, entre otras empresas, la sede social de Iberdrola. Sus 165 metros de altura lo convierten en el edificio más alto de Bilbao.
- Paraninfo de la Universidad del País Vasco.
- Biblioteca de la Universidad de Deusto.
- Bloque de viviendas de Eugenio Aguinaga.
- Museo Guggenheim Bilbao.

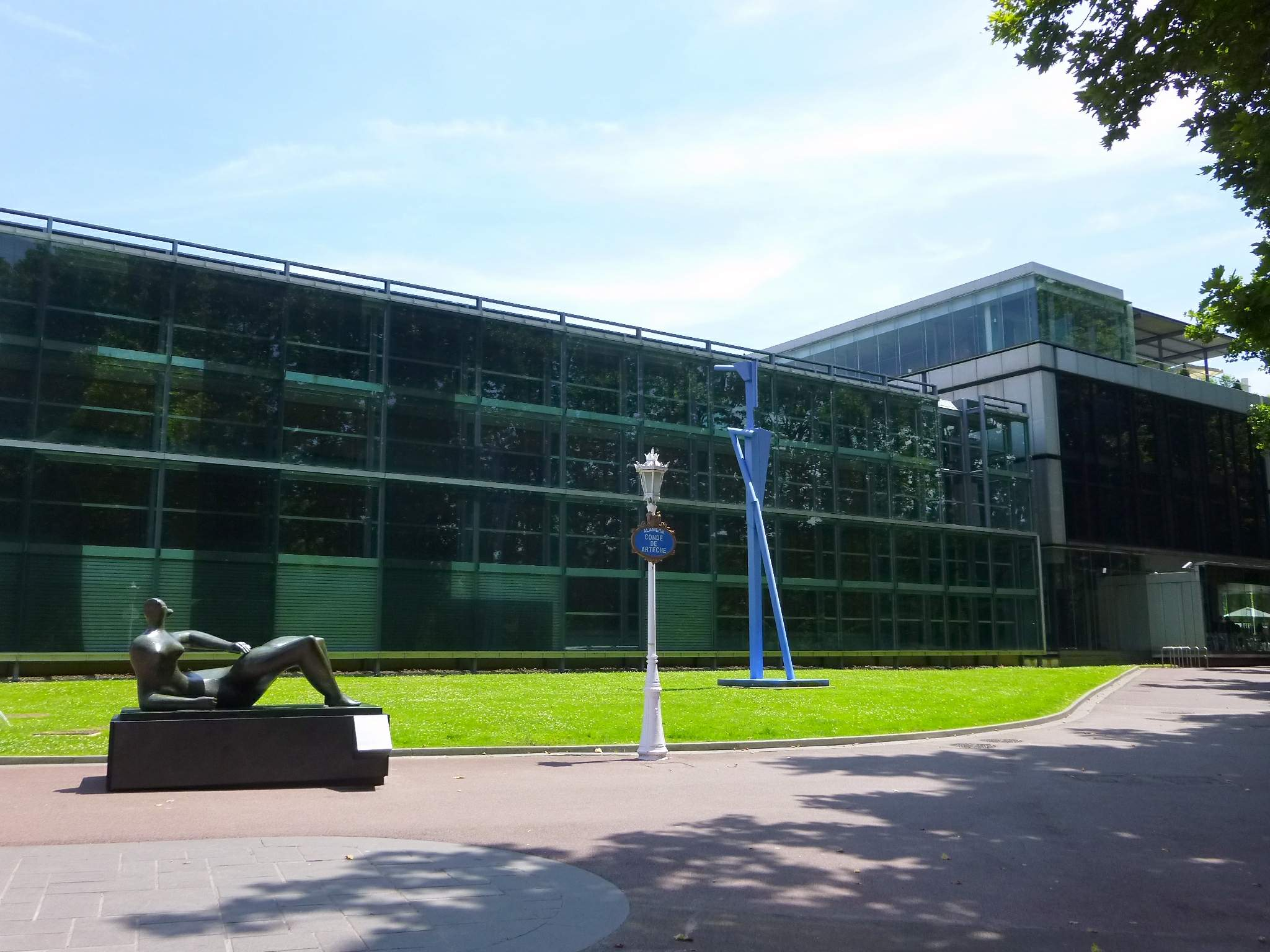
Museo de Bellas Artes de Bilbao
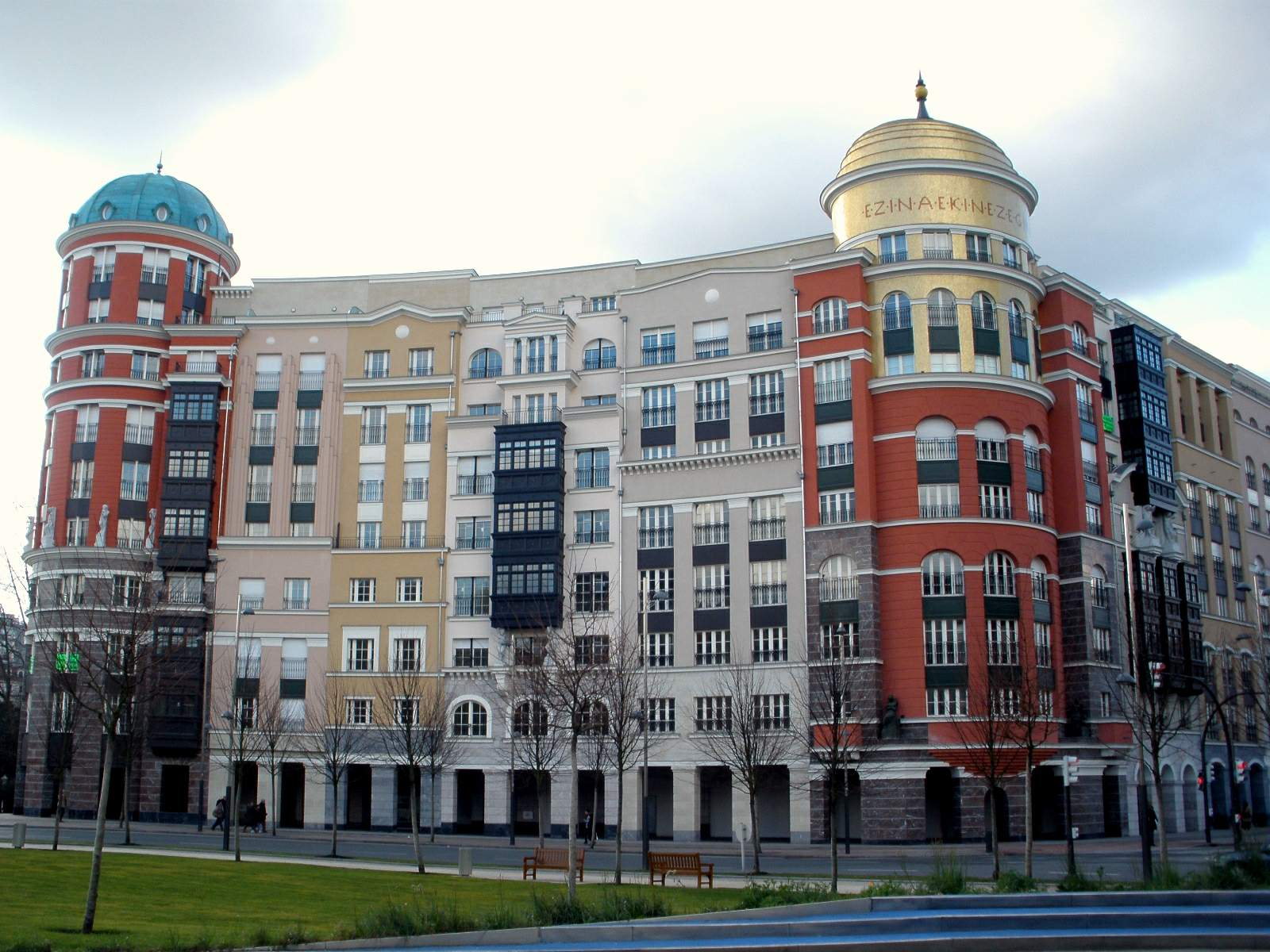
Edificio Artklass
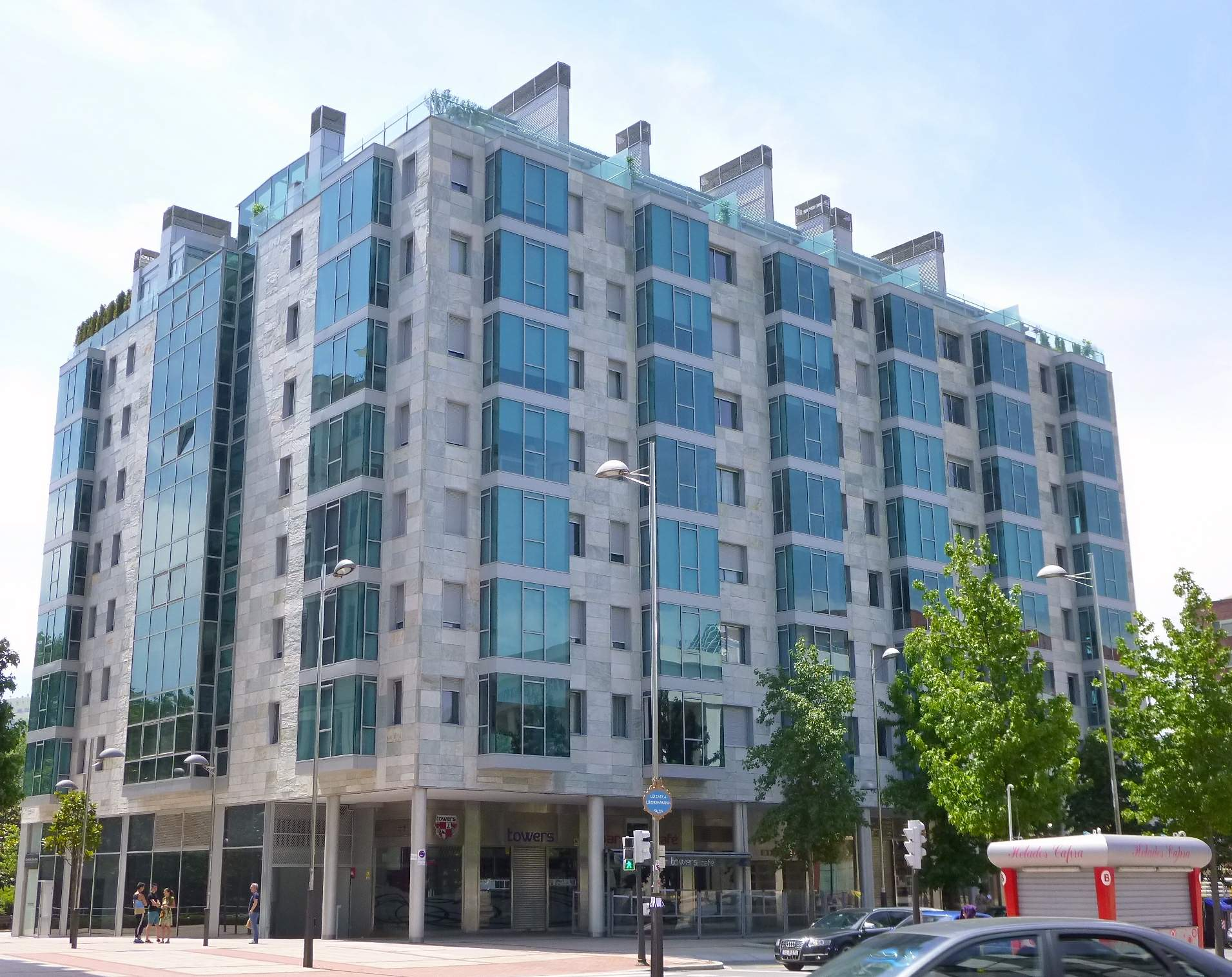
Edificio Etxargi
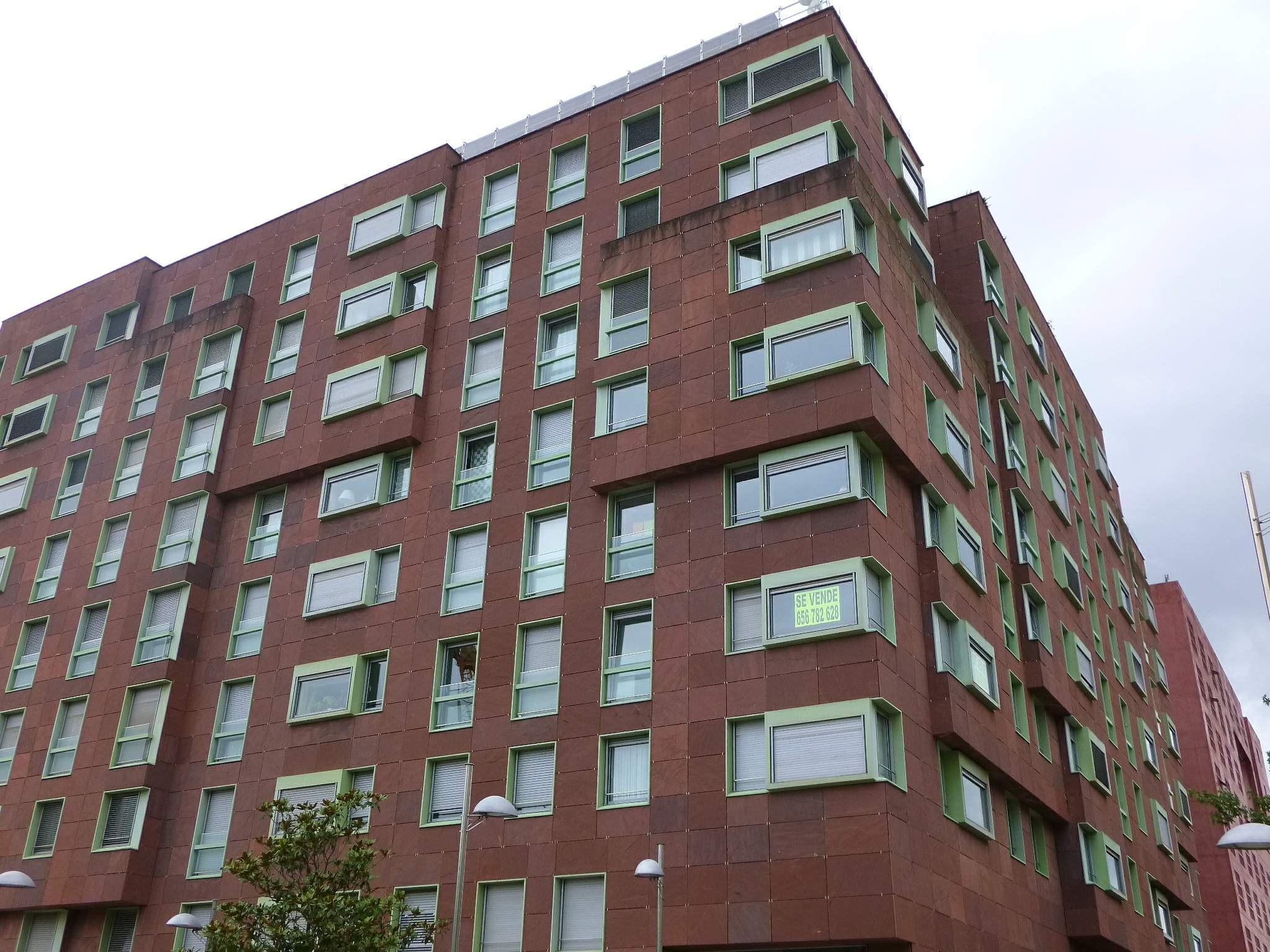
Bloque de viviendas en la calle Lehendakari Leizaola
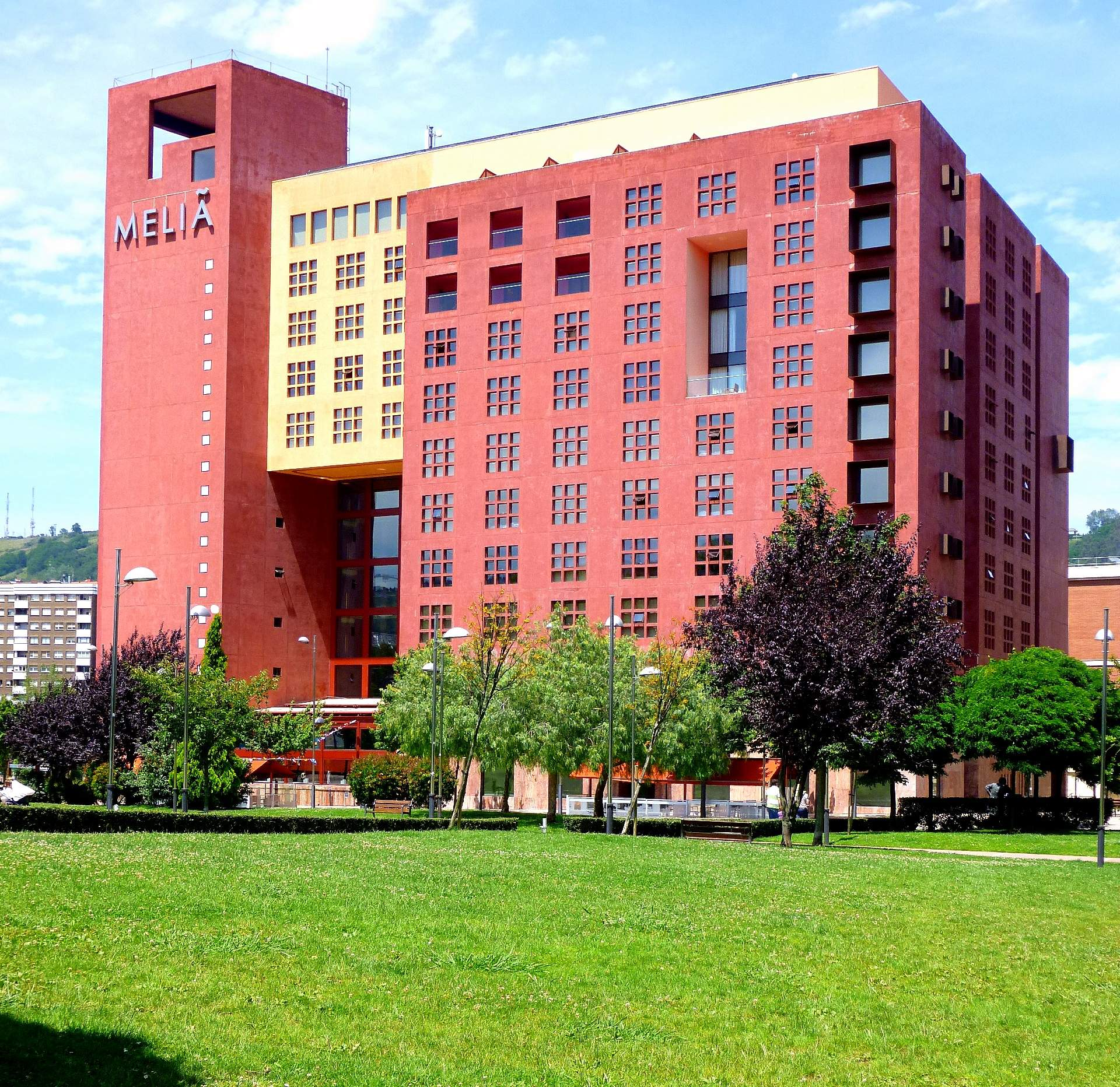
Hotel Meliá Bilbao
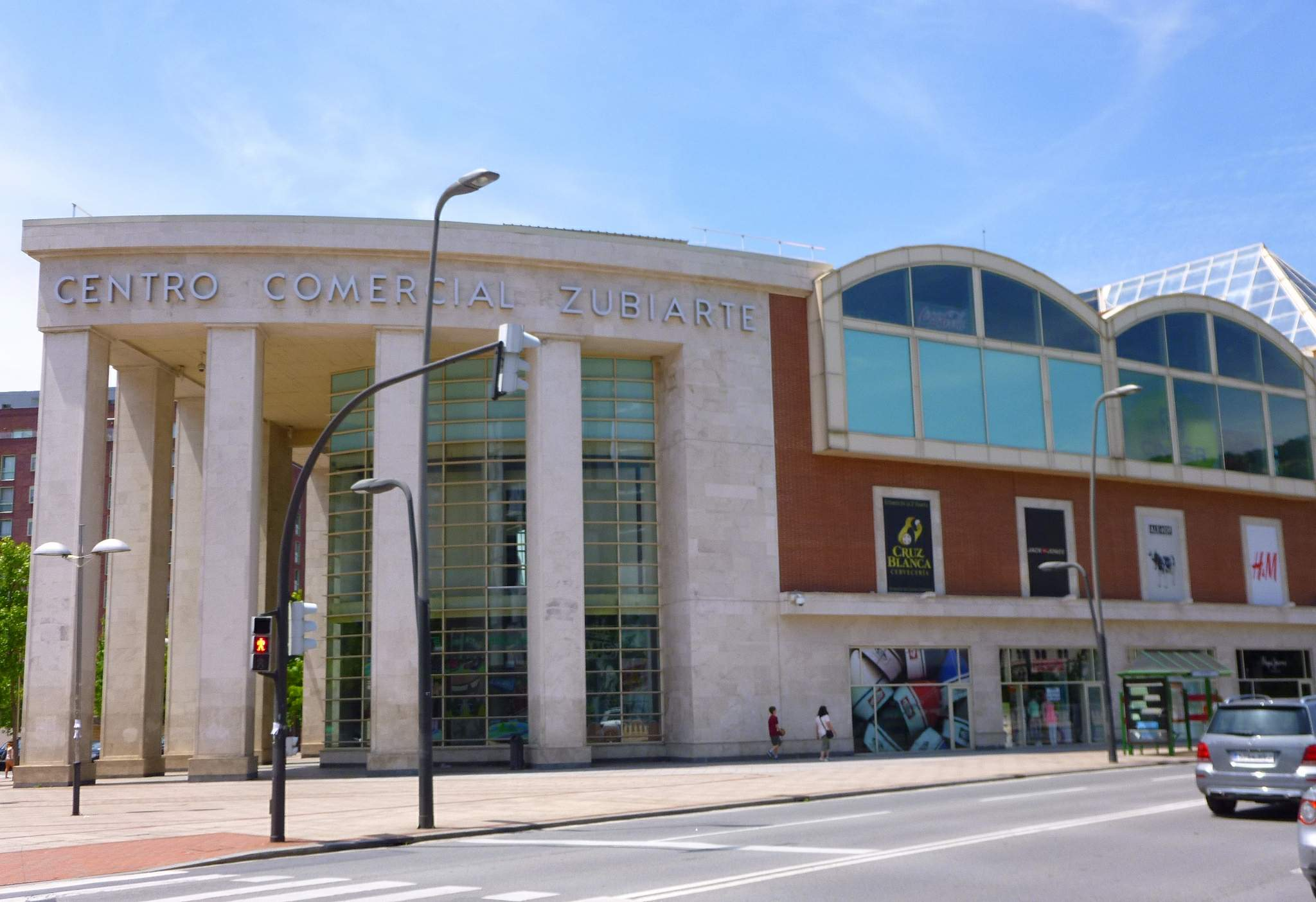
Centro Comercial Zubiarte
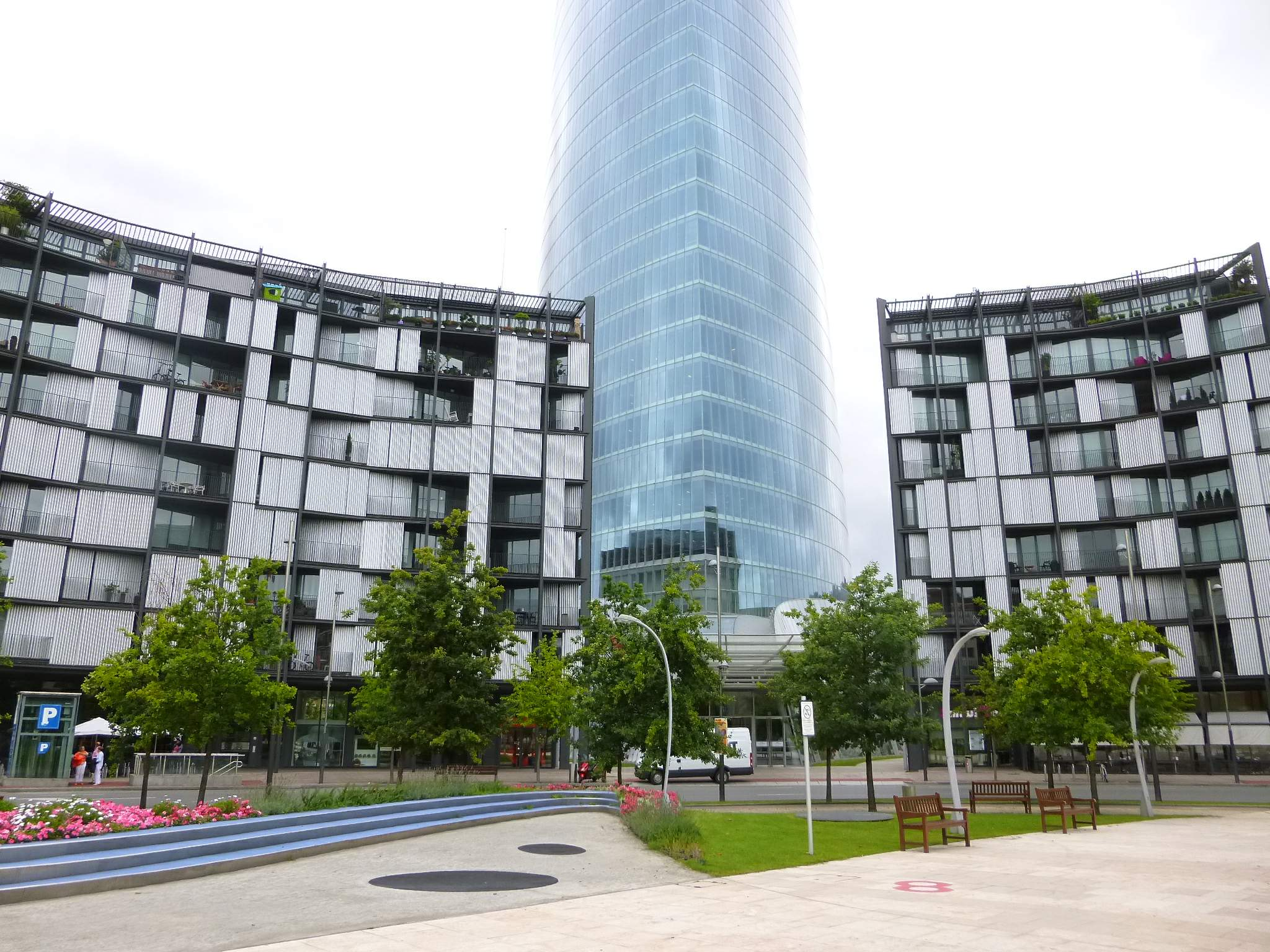
Viviendas Ferrater
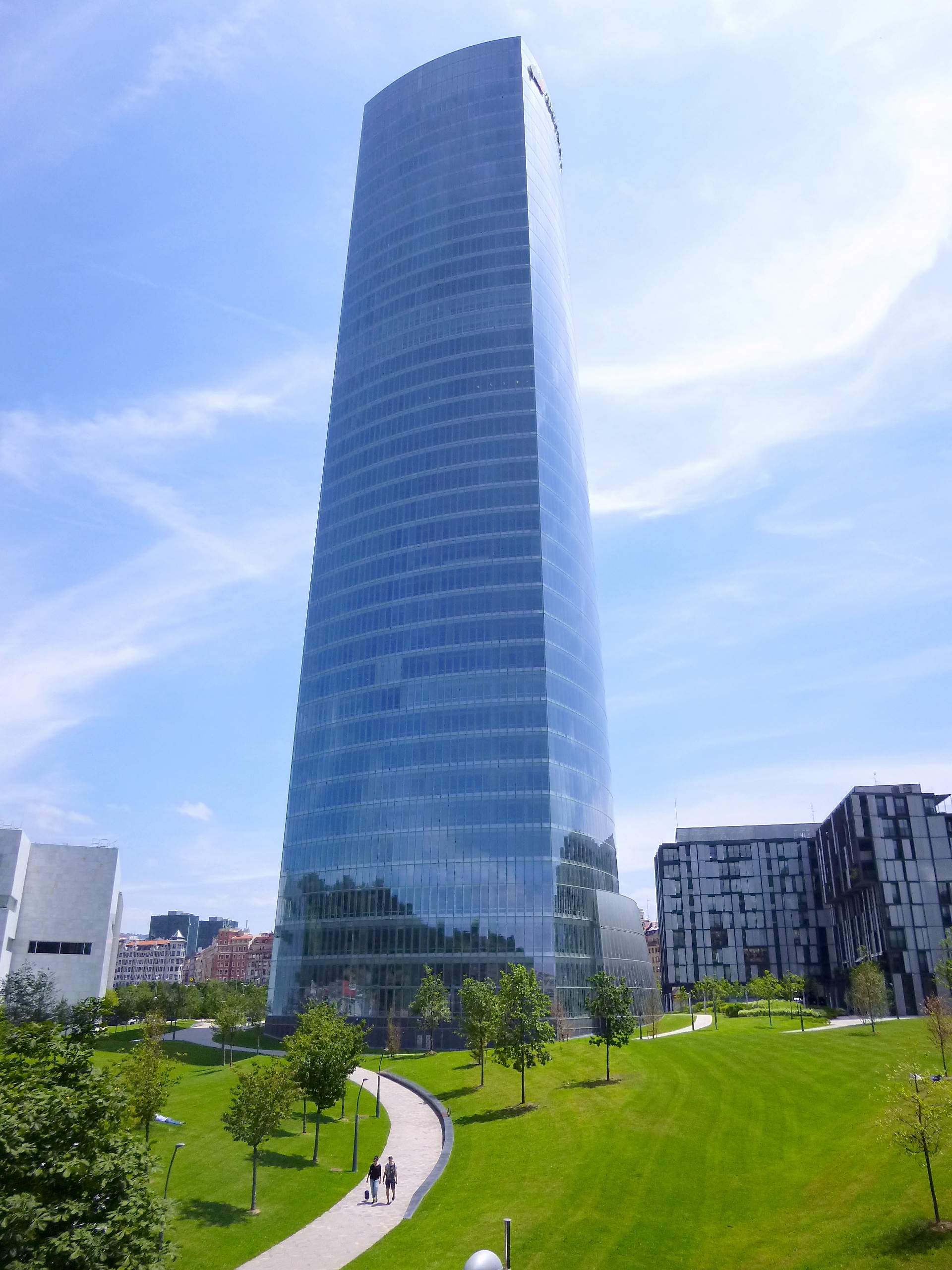
Torre Iberdrola
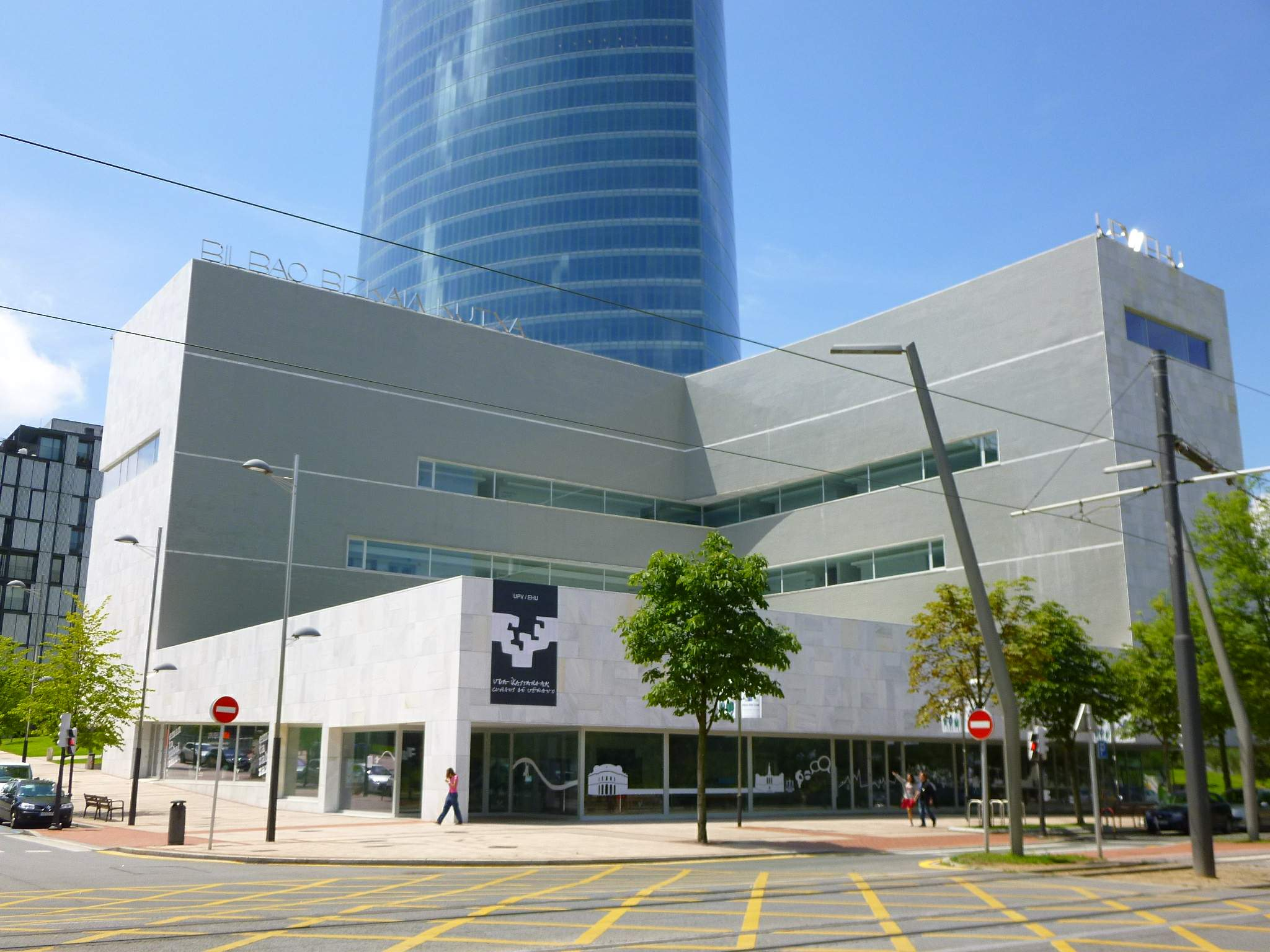
Paraninfo de la Universidad del País Vasco
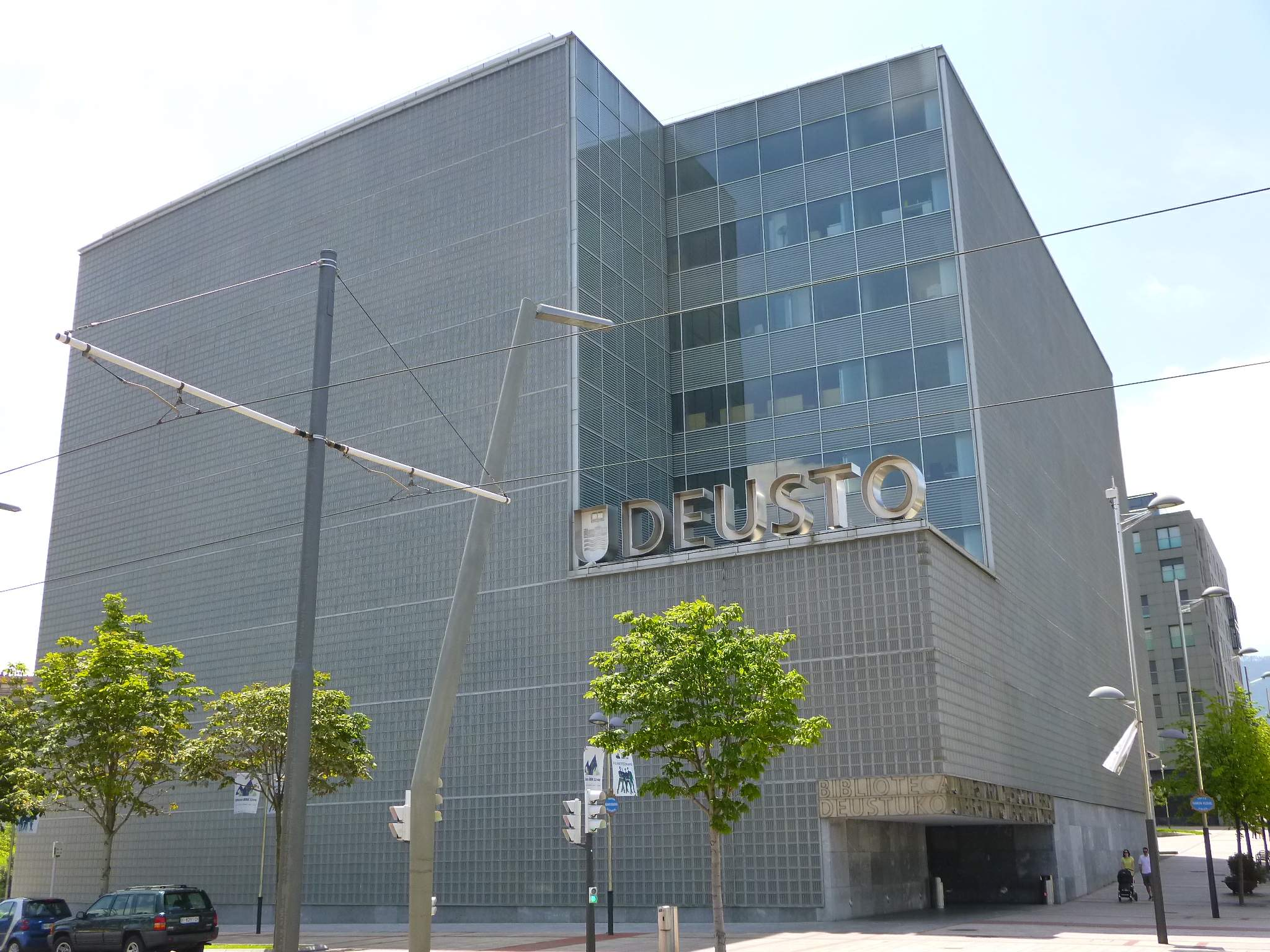
Biblioteca de la Universidad de Deusto
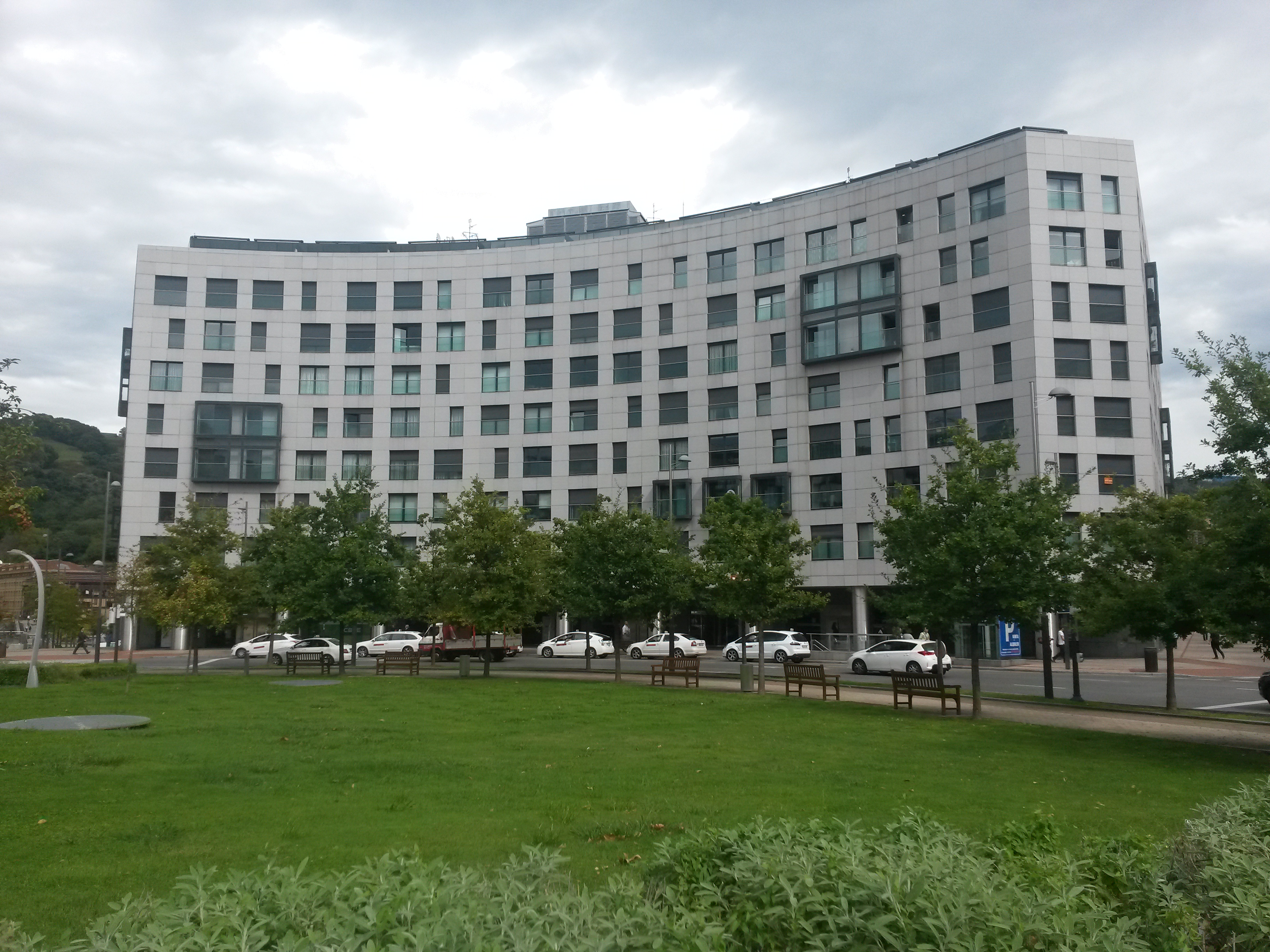
Viviendas Aguinaga

## Medios de transporte
Además de las líneas locales de autobús, la plaza cuenta con dos estaciones de tranvía en las cercanías (Abandoibarra y Guggenheim). Además, este espacio acogió antes de su construcción una antigua estación de Cercanías de RENFE, cuya línea ferroviaria fue desmantelada con la construcción de Abandoibarra.
El Gobierno Vasco está estudiando la posibilidad de construir una línea de metro que podría tener una estación bajo la Plaza Euskadi.